# Liege Challenger
Il Liege Challenger è stato un torneo professionistico di tennis giocato su campi in terra rossa. Faceva parte dell'ATP Challenger Series. Si giocava annualmente a Liegi in Belgio.

## Albo d'oro

### Singolare
| Anno | Campione         | Finalista      | Punteggio     |
| ---- | ---------------- | -------------- | ------------- |
| 1992 | Sergio Cortés    | Bart Wuyts     | 6–7, 6–3, 6–4 |
| 1993 | Gilbert Schaller | Christian Ruud | 1–6, 7–6, 6–1 |

### Doppio
| Anno | Campioni                          | Finalisti                   | Punteggio     |
| ---- | --------------------------------- | --------------------------- | ------------- |
| 1992 | Juan Carlos Báguena Eduardo Masso | Daniel Fiala Robert Novotny | 6–2, 6–3      |
| 1993 | Brendan Curry Kirk Haygarth       | Jan Apell Paul Kilderry     | 6–3, 4–6, 6–4 |